# Leah Lawall
Leah Lawall (* 6. Januar 2003) ist eine deutsche Taekwondoin und aktive Wettkämpferin in der Formenlauf-Disziplin Pumsae.

## Sportliche Laufbahn
Leah Lawall begann 2009 mit dem Training der koreanischen Kampfsportart Taekwondo. Ihr Taekwondo-Verein hatte einen Kurs an ihrer Grundschule angeboten, an dem sie teilgenommen hatte. Anschließend meldete sie sich offiziell bei ihrem Verein an. Lawall bestritt ihren ersten bedeutenden internationalen Wettkampf bei den Europameisterschaften 2017 in Rhodos, wo sie im Freestyle-Pumsae-Wettbewerb der Junioren den siebten Platz belegte. 2018 nahm sie an den Pumsae-Weltmeisterschaften in Taipeh teil und belegte den siebten Platz im Freestyle-Teamwettbewerb.
Bei den Taekwondo-Europameisterschaften 2019 in Antalya wurde sie Vize-Europameisterin im Freestyle-Pumsae-Wettbewerb der Junioren (15 bis 17 Jahre). Im selben Jahr errang sie auch eine Silbermedaille bei den "Beach"-Europameisterschaften, welche ebenfalls in Antalya stattfanden. Im Kadetten- und Juniorenbereich wurde Lawall insgesamt dreimal Deutsche Meisterin, zweimal Vizemeisterin und viermal Bronzemedaillengewinnerin.
2021 nahm Lawall an den Pumsae-Europameisterschaften in Seixal, Portugal, teil und belegte den fünften Platz im Freestyle-Wettbewerb der Seniorinnen (über 17 Jahre). Bei den Europäischen Hochschulspielen 2022 gewann sie die Goldmedaille in der Freestyle-Disziplin. 2023 gewann sie eine weitere Goldmedaille im Freestyle-Wettbewerb der Frauen bei den "European Universities Combat Championships" in Zagreb. Im Sommer 2023 nahm sie an den Welthochschulspielen in Chengdu teil und erreichte dort den 11. Platz im Team-Wettbewerb der Damen (Dreierteam) in den traditionellen Pumsae.
Bei den Pumsae-Europameisterschaften 2023 in Innsbruck unterlag Lawall im Finale Eva Sandersen und wurde damit Vize-Europameisterin im Freestyle-Einzelwettbewerb der Damen. Auch gewann sie als Mitglied des gemischten Freestyle-Teams (bestehend aus fünf Teammitgliedern, dabei mindestens zwei Männer und zwei Frauen) gemeinsam mit Pia Hoffmann, Ana Catalina Pohl, Jules Berger und Julius Müller eine weitere Silbermedaille.
2024 startete sie als Teil des Mixed-Freestyle-Teams bei den Pumsae-Weltmeisterschaften in Hongkong, mit welchem sie den fünften Platz im Halbfinale und letztlich den siebten Platz im Finale der besten acht erreichte. Im Freestyle-Einzelwettbewerb erreichte sie das Finale und platzierte sich auch dort auf Rang sieben. Bei den Europameisterschaften in Tallinn gewann sie gemeinsam mit dem Freestyle-Team eine Bronzemedaille sowie im Freestyle-Einzelwettbewerb der Damen insgesamt zwei Bronzemedaillen.

## Werdegang
Lawall studiert an der Deutschen Sporthochschule Köln.

## Ehrungen
- 2024: Leistungssport-Ehrennadel in Gold der Deutschen Taekwondo Union[14]